# Ottar
Ottar (norwegisch Ottar fra Hålogaland, altenglisch Ōhthere) war ein Kaufmann aus Hålogaland. Im Jahr 890 traf er auf einer seiner Reisen auf König Alfred den Großen von Wessex. Dieser ließ zu diesem Zeitpunkt die Historiae adversum Paganos des Orosius ins Altenglische übersetzen. Hierbei ergab sich das Problem, dass Orosius sein Werk im 5. Jahrhundert mit einer Beschreibung der bekannten Welt eingeleitet hatte, dabei aber das Europa nördlich der Alpen nicht beschrieb. Die Berichte Ottars fanden Eingang in die Übersetzung.

## Leben

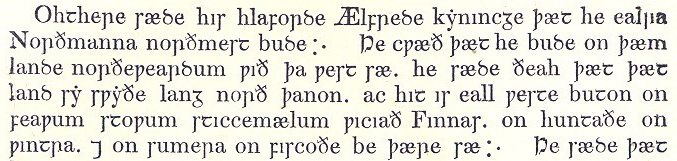
Einleitungszeilen zu Ottars Berichten in altenglischer Sprache

Ottar stellte sich dem König als ein reicher Mann vor, der nördlicher als alle Nordmänner lebe, nach herrschender Meinung im südlichen Bereich von Troms. Er besaß halbwilde Rentiere, davon sechs sogenannte Lockrentiere, bei den Samen überaus wertvolle zahme Tiere, mit denen wilde und halbwilde Rentiere angelockt werden, zwanzig Schafe und zwanzig Schweine. Sein Reichtum resultierte aus dem Handel mit Luxuswaren wie Pelz und Walrosszahn, nach welchen er auf seinen Reisen aktiv Ausschau hielt, und war aus den Handelsverbindungen zu den Samen entstanden. Den Zuhörern seiner Berichte fiel hierbei besonders auf, dass dieser so reiche Mann in Relation über sehr wenig Land verfügte, er berichtete lediglich von einem bisschen Acker, den er mit einem Pferd pflügte.

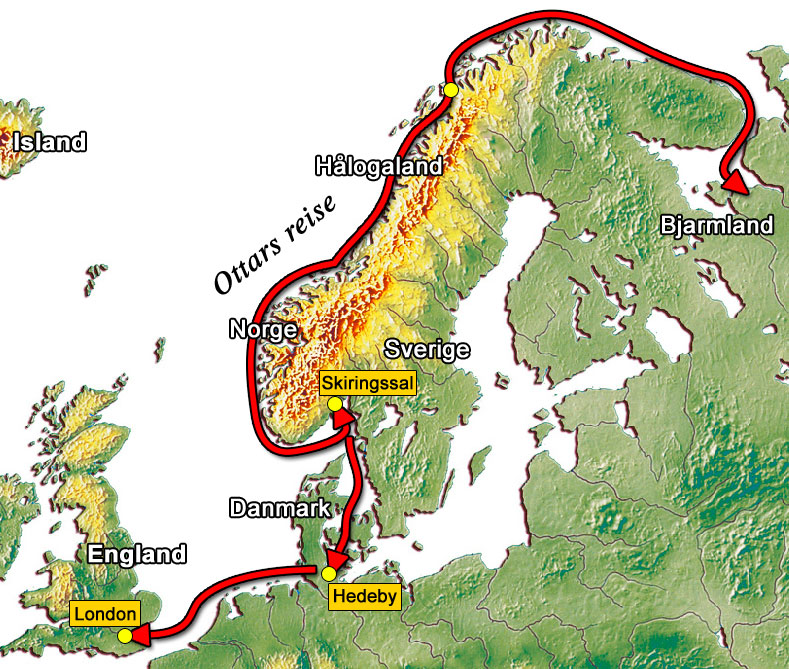
Reiseroute Ottars von Hålogaland

Nach seiner Beschreibung ist Norðmanna land ein langes schmales Gebiet am Meer. Alle besiedelten Landteile lägen an der Küste. Weiter im Osten sei das Gebiet der Samen (finnas). Je weiter man nach Norden komme, desto schmaler werde das besiedelte Land. Im Südosten sei es etwa 60 alte englische Meilen, ca. 90 km, tief, in der Mitte 30 Meilen, im Norden an manchen Stellen nur bis 3 Meilen schmal, bevor man ins Gebirge kommt.
Die genannten finnas gingen im Winter auf die Jagd und fischten im Sommer und seien Ottar tributpflichtig. Der Tribut wiederum richtete sich nach der sozialen Stellung. So hatte der Vornehmste fünfzehn Marderfelle, fünf Rentierfelle, ein Bärenfell, zehn Bütten Vogelfedern, eine Jacke aus Bären- oder Otterfell und zwei 60 Ellen lange Schiffstaue aus Walross- oder Seehundhaut zu erbringen.
Weiterhin berichtete er über seine Expedition um die Halbinsel Kola ins Weiße Meer vermutlich bis in die Gegend des heutigen Archangelsk. Dort wohnte ein Volk, das er Bjarmer nannte und von dem er sagte, dass sie eine den Samen ähnliche Sprache sprächen.
Am südlichen Ende Norwegens beschrieb er eine Handelsstadt, hier als Sciringesheal bezeichnet (Skiringssal, später Kaupang genannt, in Vestfold). Ottar brauchte einen Monat, um dorthin zu kommen, wenn der Wind gut war und er nicht bei Nacht segelte. Dabei hatte er immer den Norðvegen an Backbord. Auch gelangte er in fünf Tagen und Nächten von Kaupang nach Haithabu.
Ottars Beschreibung ist die erste bekannte schriftliche Quelle, in der die Begriffe „Norwegen“ (Norðweg) und „Dänemark“ (Denamearc) benutzt werden.